# Чернейки (Речицкий район)
Чернейки (бел. Чарне́йкі) — деревня в Речицком районе Гомельской области Белоруссии. В составе Комсомольского сельсовета.

## География

### Расположение
В 56 км на северо-запад от районного центра и железнодорожной станции Речица (на линии Гомель — Калинковичи), 106 км от Гомеля.

### Гидрография
На реке Столпинка (приток реки Сведь).

## Транспортная сеть
Транспортные связи по просёлочной, затем автомобильной дороге Светлогорск — Речица. Планировка состоит из прямолинейной улицы, ориентированной с юго-востока на северо-запад и пересекаемой 2 переулками. Застройка двусторонняя, деревянная, усадебного типа.

## История
По письменным источникам известна с XVIII века как селение в Речицком повете Минского воеводства Великого княжества Литовского, во владении Потоцких, затем Масальских.
После 2-го раздела Речи Посполитой (1793 год) в составе Российской империи. В 1879 году обозначена в Сведском церковном приходе. Согласно переписи 1897 года в Якимовослободской волости Речицкого уезда Минской губернии.
С 8 декабря 1926 года до 30 декабря 1927 года центр Чернейковского сельсовета Горвальского, с 4 августа 1927 года Речицкого районов Речицкого с 9 июня 1927 года Гомельского округов.
В 1931 году организован колхоз. Во время Великой Отечественной войны в июне 1943 года оккупанты полностью сожгли деревню и убили 2 жителей. 50 жителей погибли на фронте. Согласно переписи 1959 года в составе совхоза «Комсомольский» (центр — деревня Комсомольск).

## Население

### Численность
- 2004 год — 31 хозяйство, 60 жителей.

### Динамика
- 1795 год — 11 дворов.
- 1897 год — 24 двора, 196 жителей (согласно переписи).
- 1930 год — 73 двора, 404 жителя..
- 1959 год — 343 жителя (согласно переписи).
- 2004 год — 31 хозяйство, 60 жителей.

## Фотогалерея

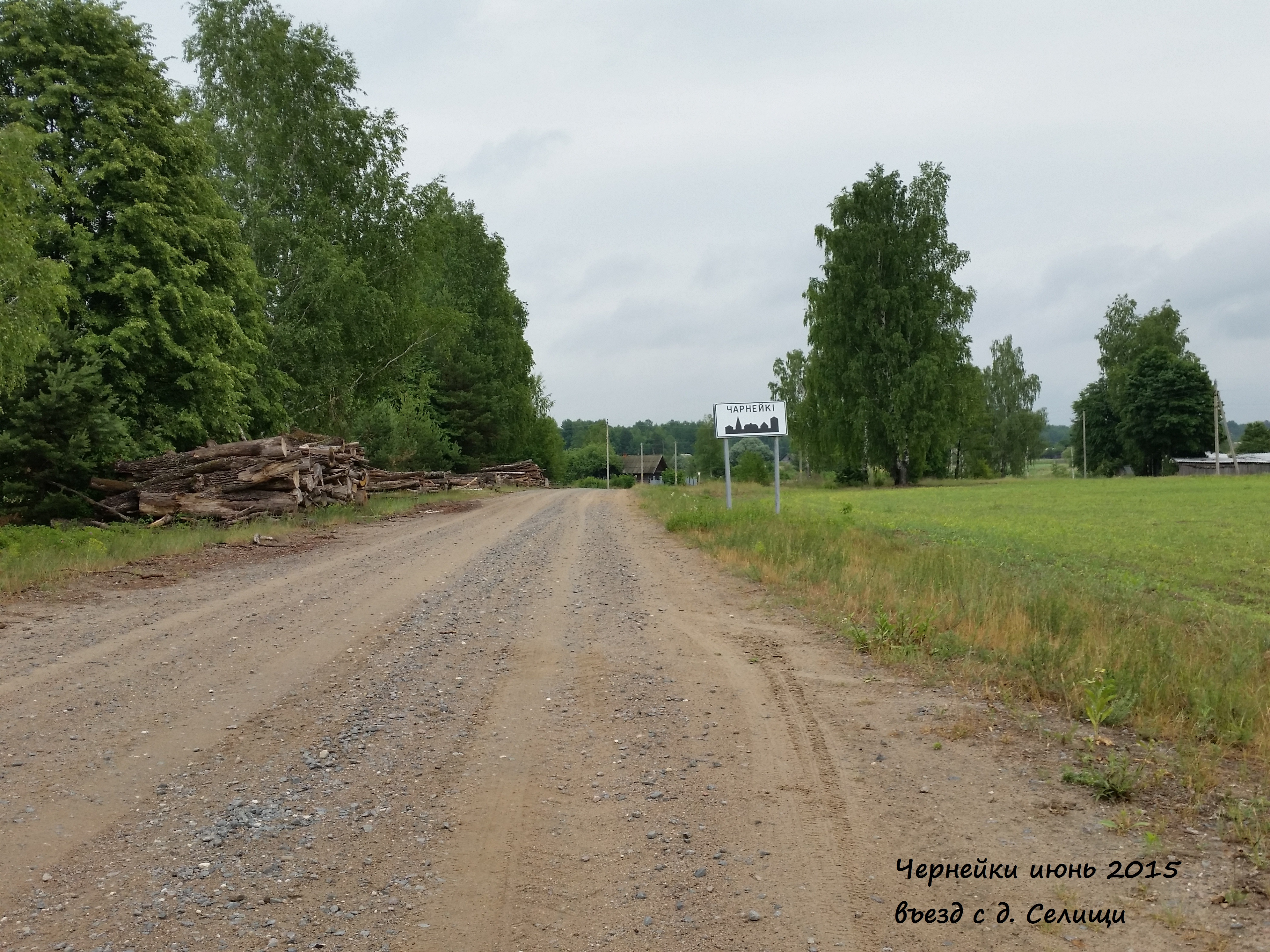
Въезд со стороны д. Селищи
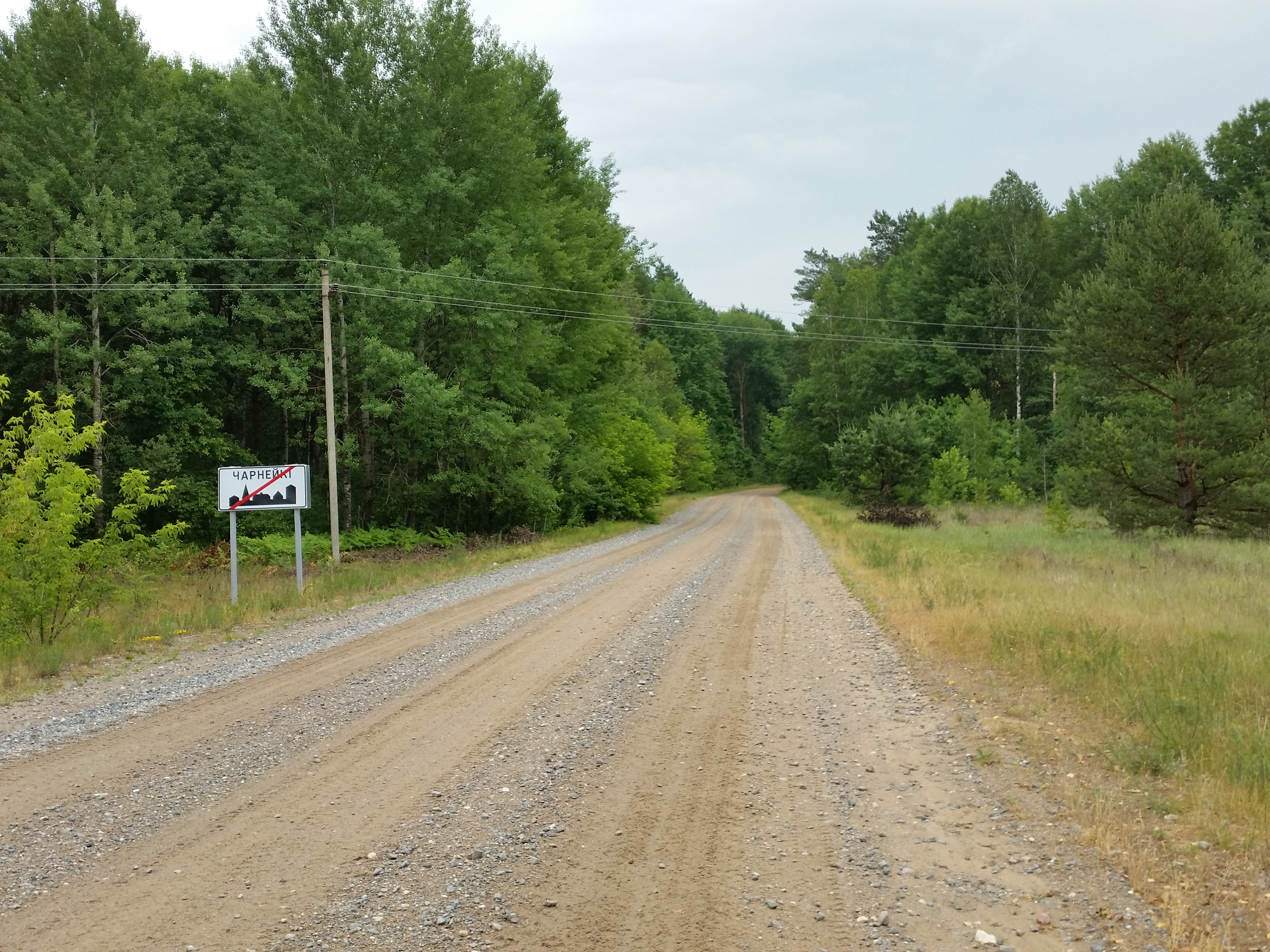
Выезд в сторону д. Сведское
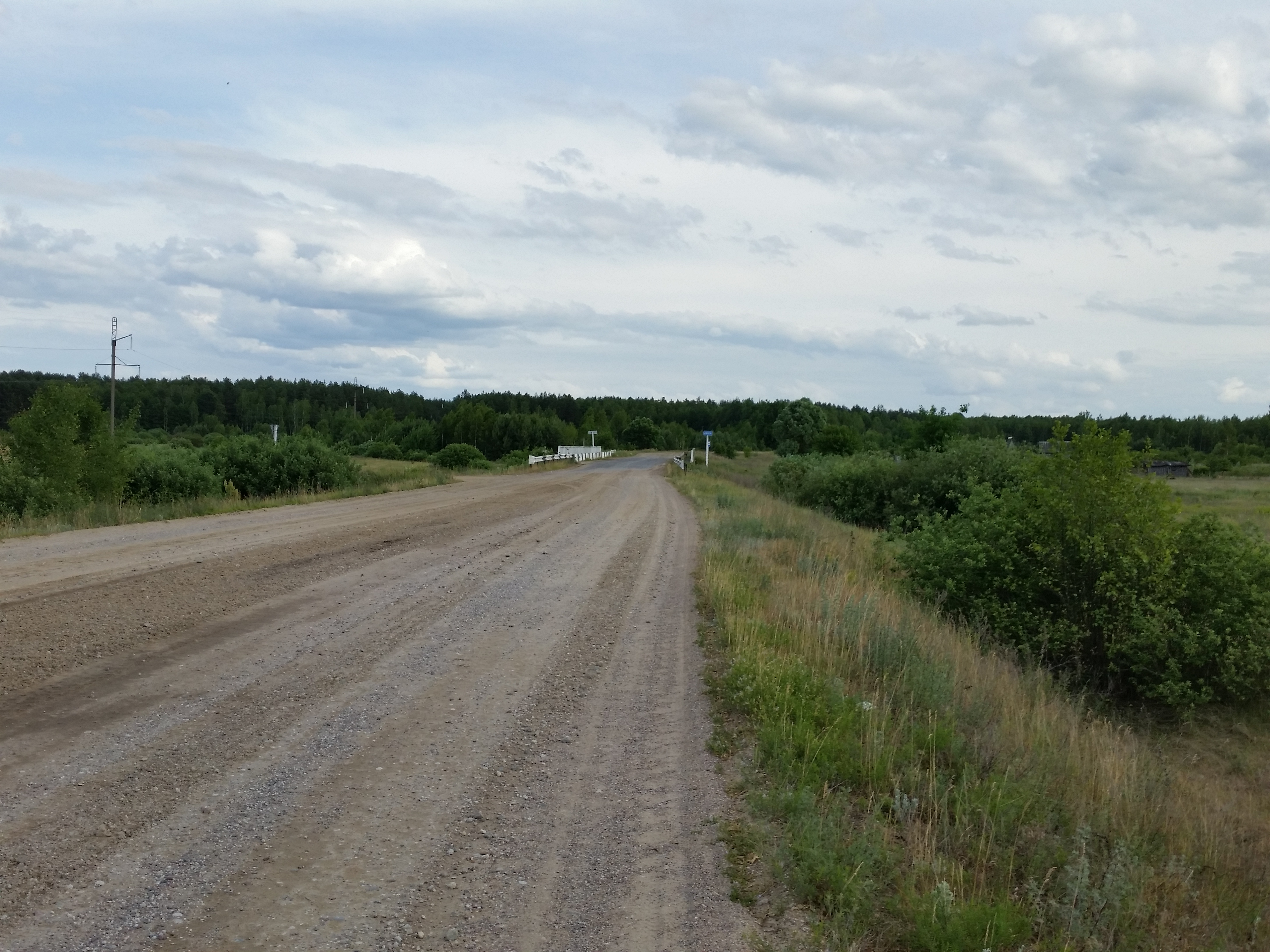
Мост на выезде из деревни
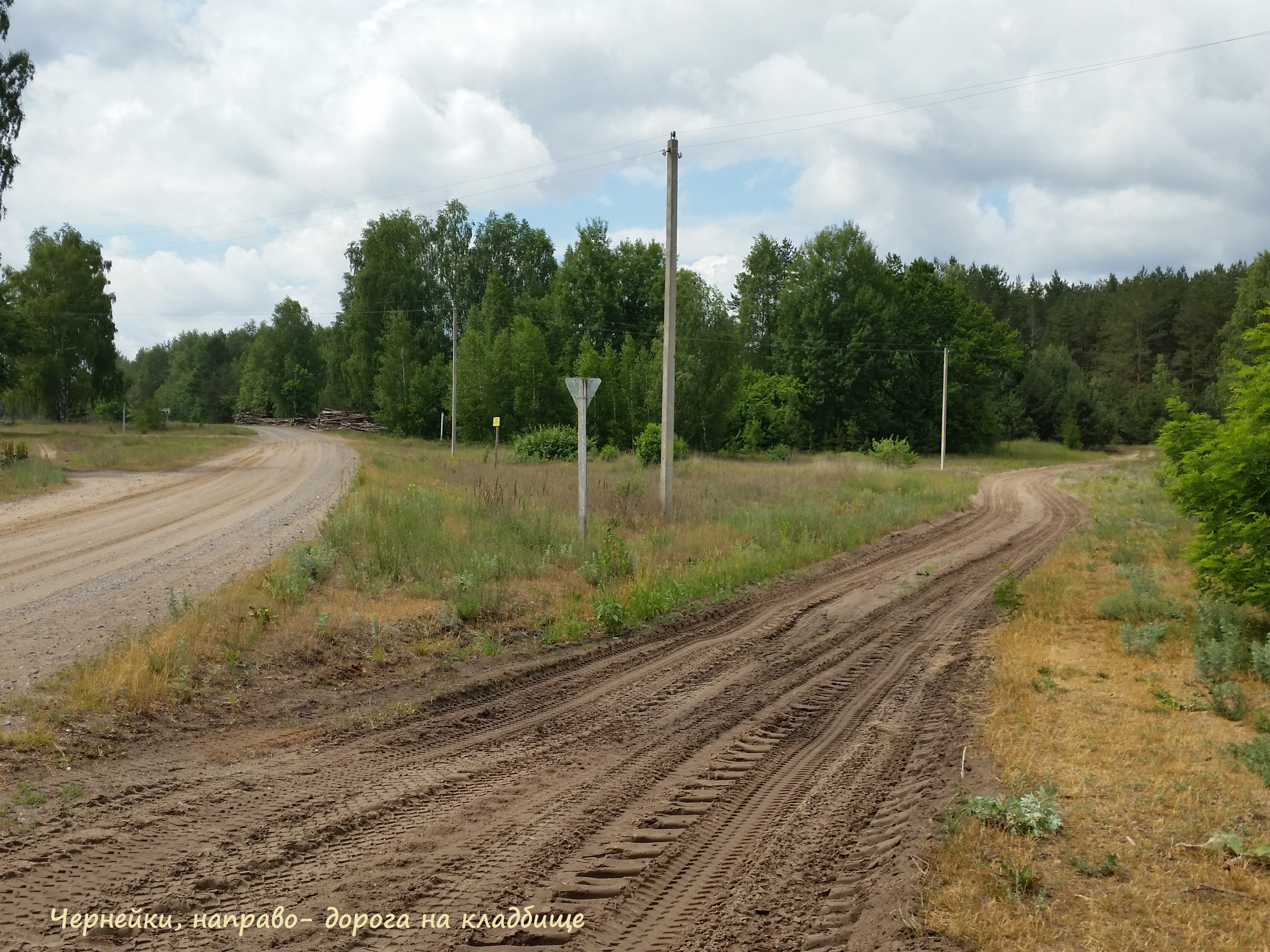
Развилка на выезде из деревни
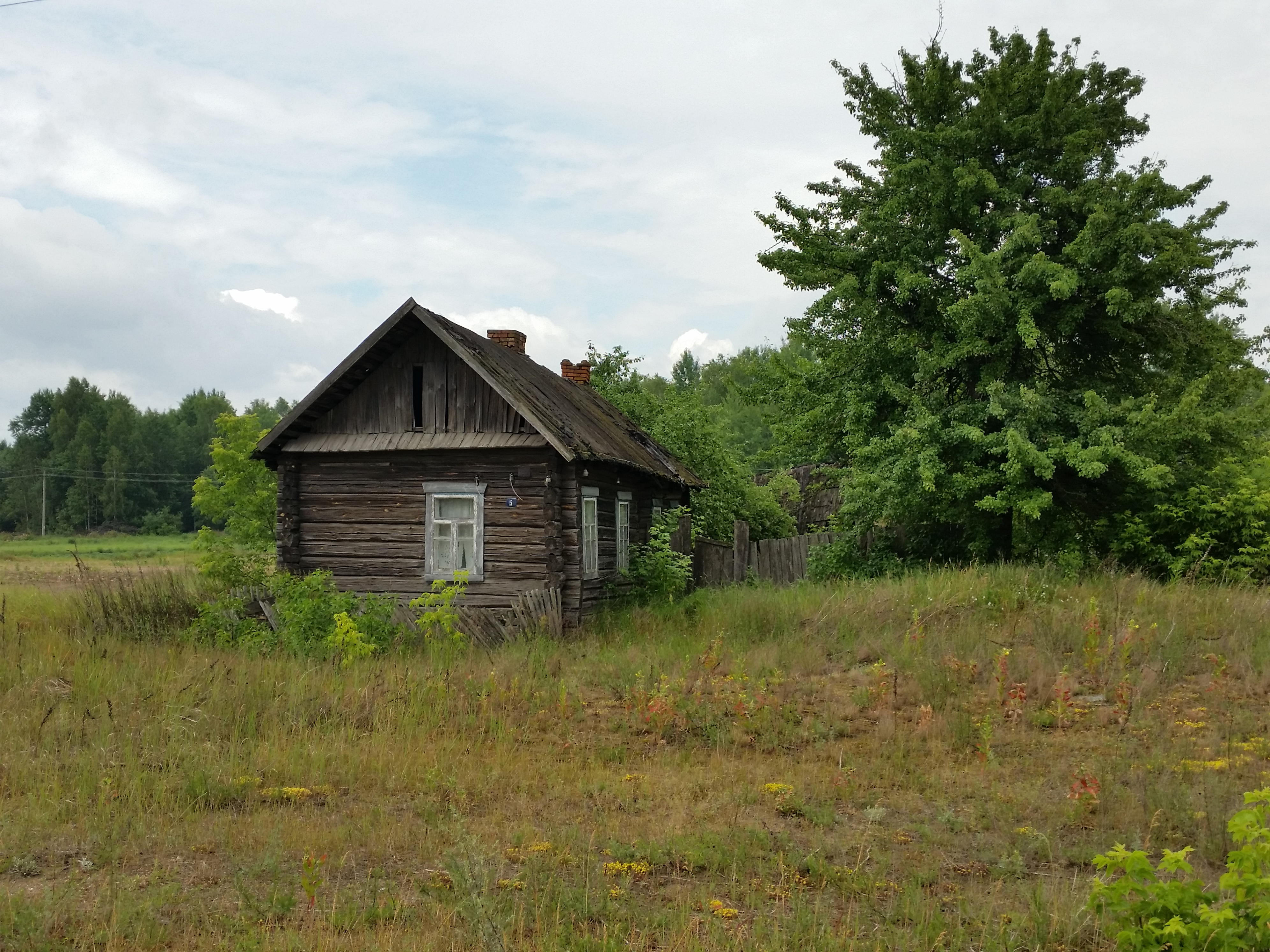
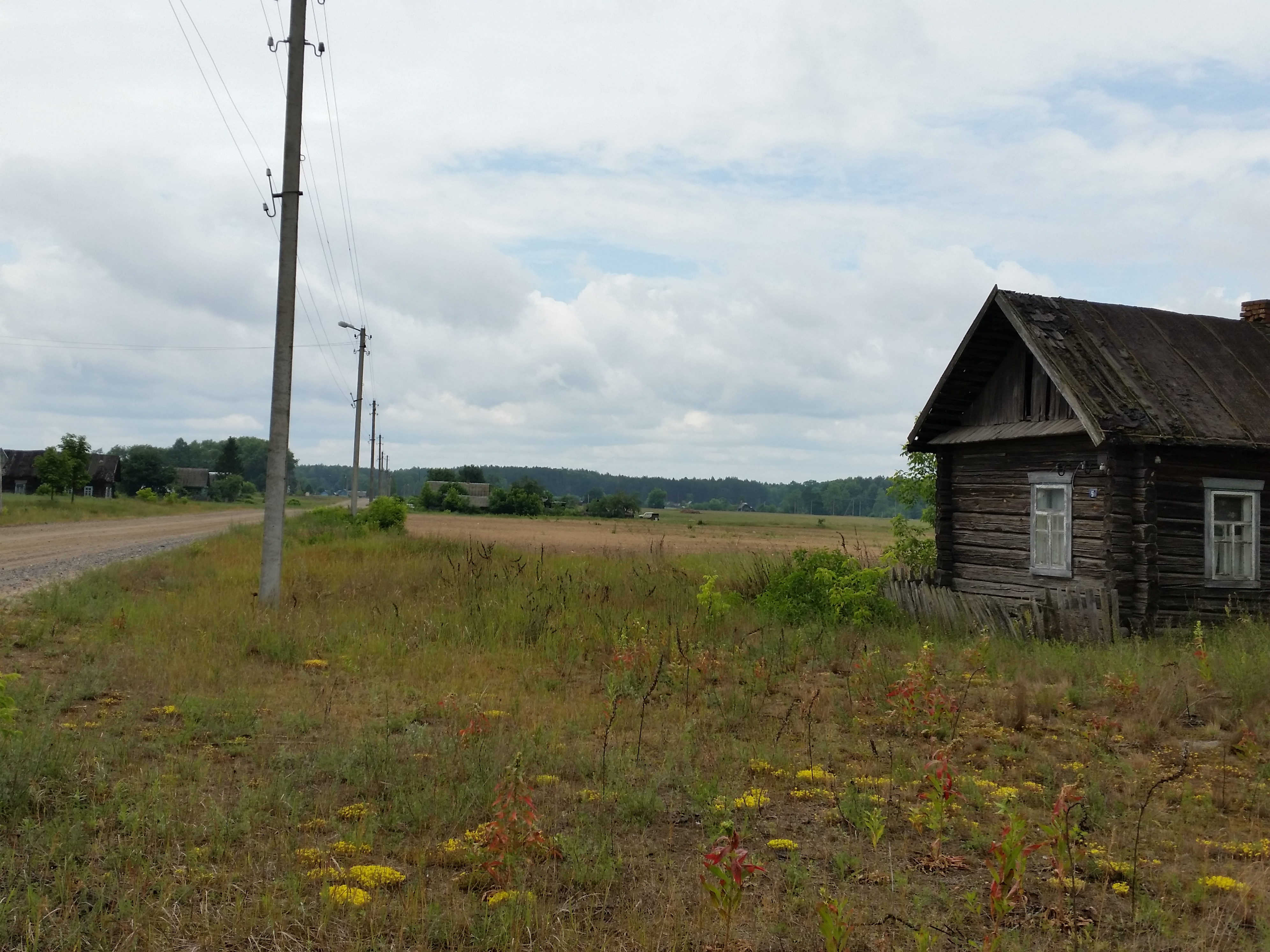
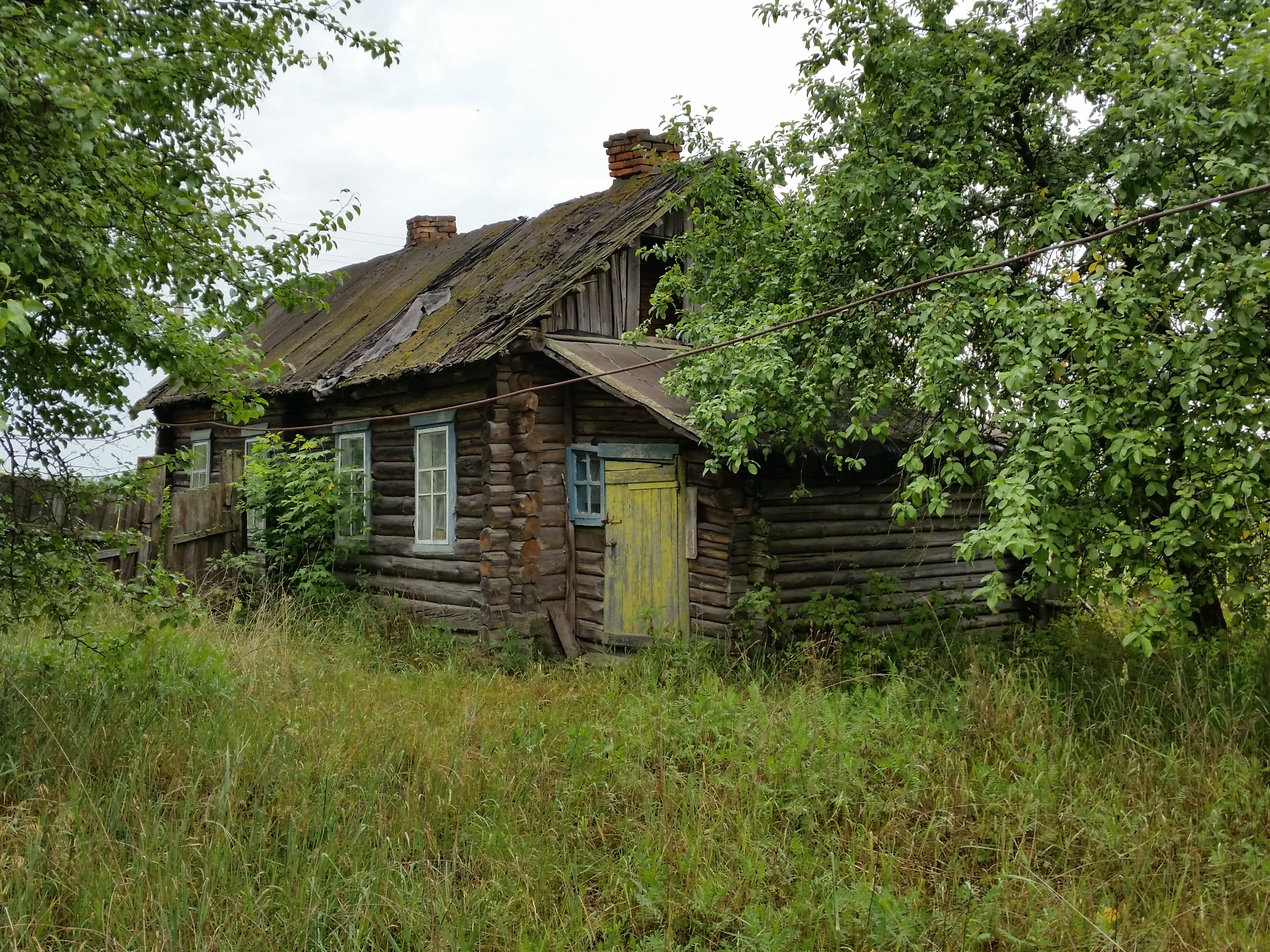
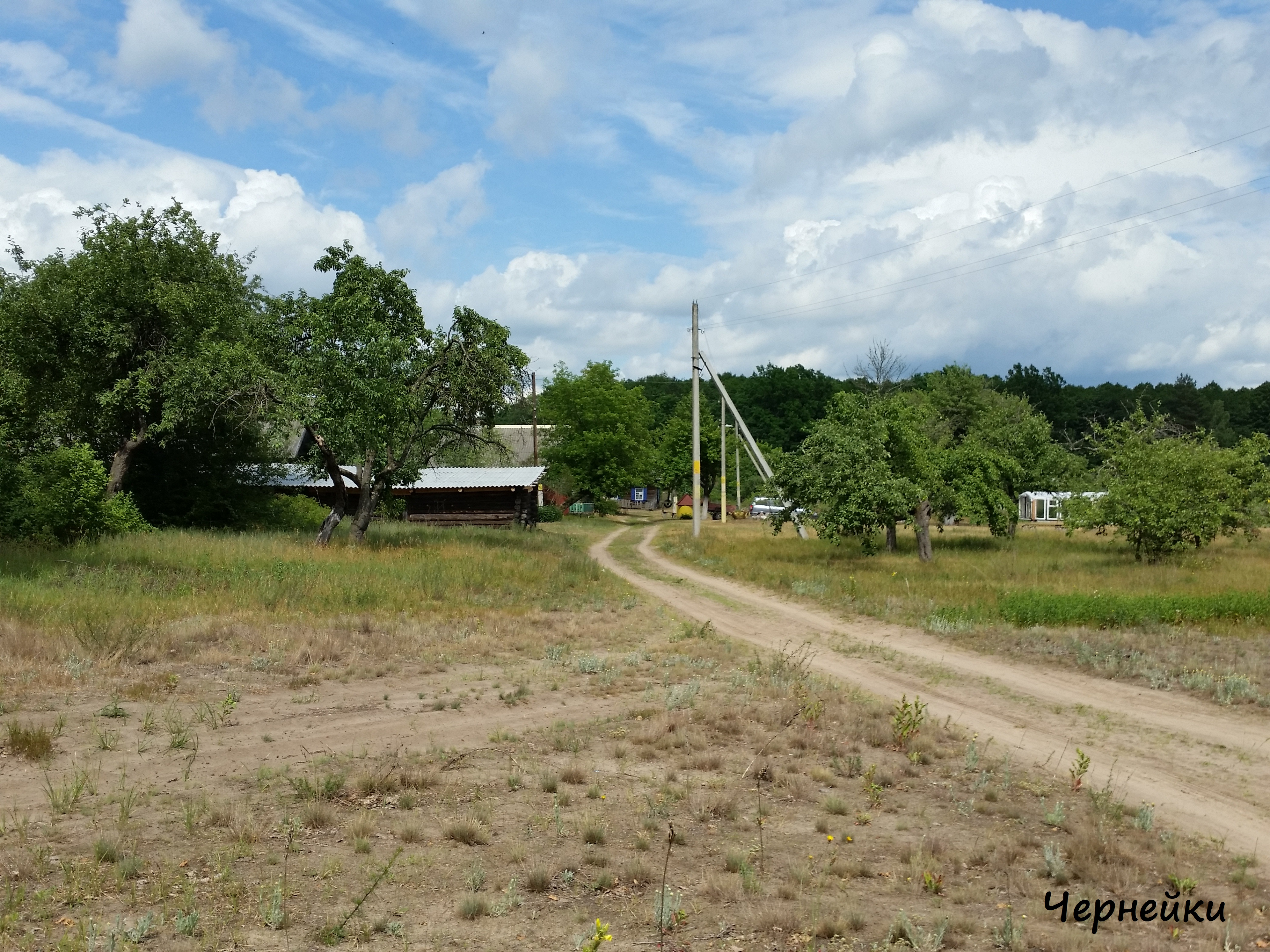
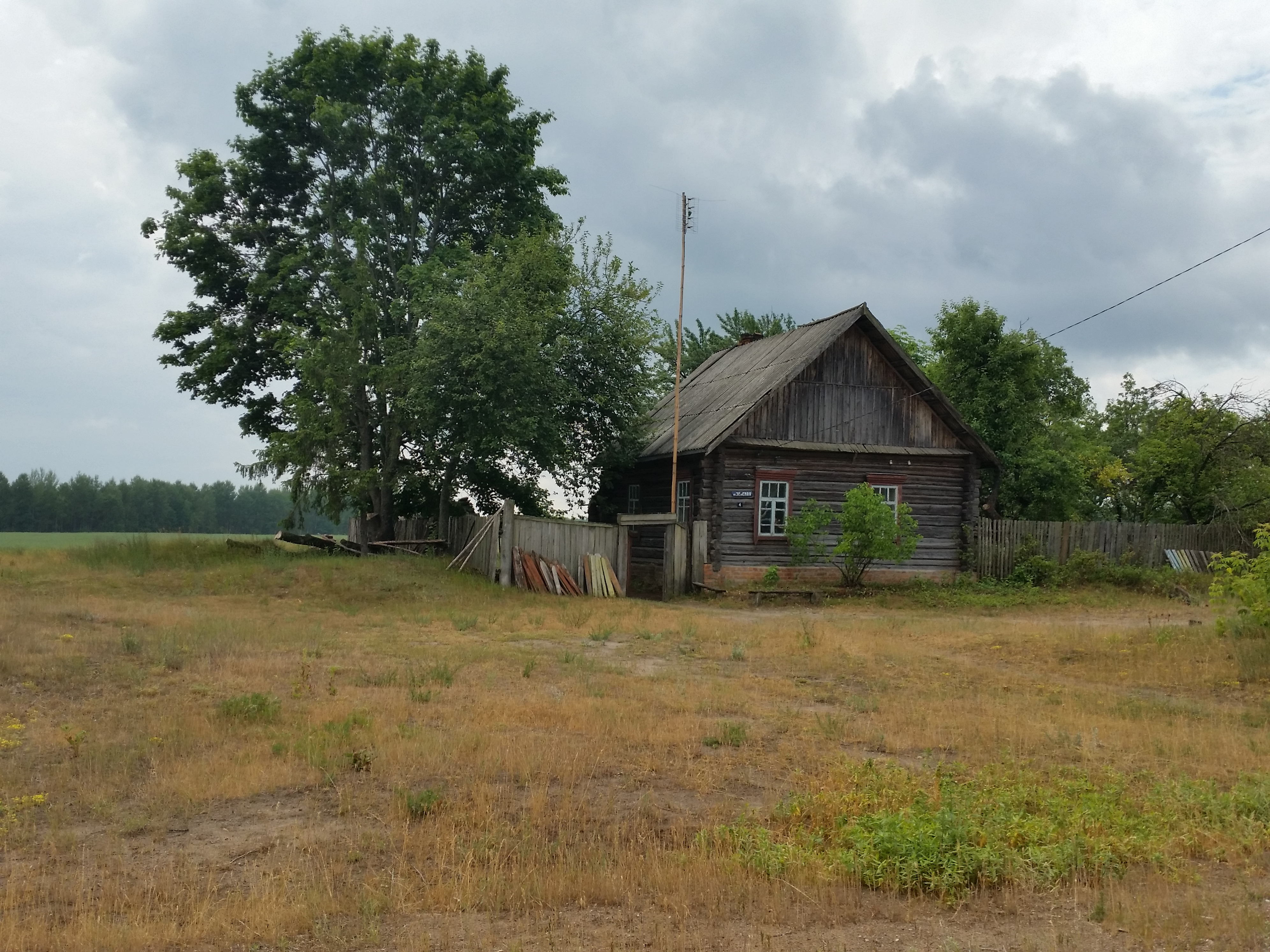